# Neon Genesis Evangelion: Death & Rebirth
Evangelion: Death and Rebirth (с англ. — «Евангелион: Смерть и Возрождение») — первый из фильмов, основанных на сериале «Евангелион». Первая часть — «Death» (с англ. — «Смерть»), представляет собой компиляцию 24 серий оригинала, вторая часть — «Rebirth» (с англ. — «Возрождение»), позднее стала первой половиной Air. Премьера в Японии — 15 марта 1997 года.

## Сюжет
Первая часть, Death пересказывает сюжет оригинального сериала. Сцены идут не в хронологическом порядке и сгруппированы по отдельным персонажам. Также Death включает в себя материал, отсутствующий ранее, и не связанное с основной историей повествование о том, как за 18 месяцев до событий сериала пилоты репетируют выступление струнного квартета. При этом появление на репетиции очередного героя предваряет собой начало части, связанной с ним. Death несколько раз редактировалась, в результате чего появились также версии Death(true) и Death(true)².
Вторая часть, Rebirth, практически полностью совпадает с началом выпущенного позднее фильма «Конец Евангелиона». Она завершается, когда серийные Евы кружатся над Аской, готовясь сокрушить её. 
Позднее версия Death, Death(true)², и содержащий в себе Rebirth «Конец Евангелиона», были объединены в Revival of Evangelion.